# Азербайджан на Європейських іграх 2015
Азербайджан на перших Європейських іграх у Баку був представлений 290 атлетами у 21 виді спорту.

## Медалісти
| Медаль | Спортсмен             | Вид спорту             | Дисципліна                       | Дата      |
| ------ | --------------------- | ---------------------- | -------------------------------- | --------- |
| Золото | Фірдовсі Фарзалієв    | Карате                 | Чоловіки, до 60 кг               | 13 червня |
| Золото | Рафаель Агаєв         | Карате                 | Чоловіки, до 75 кг               | 13 червня |
| Золото | Расул Чунаєв          | Греко-римська боротьба | Чоловіки, до 71 кг               | 13 червня |
| Золото | Ірина Зарецька        | Карате                 | Жінки, до 68 кг                  | 14 червня |
| Золото | Айхан Мамаєв          | Карате                 | Чоловіки, до 84 кг               | 14 червня |
| Золото | Ельвін Мурсалієв      | Греко-римська боротьба | Чоловіки, до 75 кг               | 14 червня |
| Золото | Марія Стадник         | Вільна боротьба        | Жінки, до 48 кг                  | 15 червня |
| Золото | Анжела Дороган        | Вільна боротьба        | Жінки, до 53 кг                  | 16 червня |
| Золото | Торгул Аскеров        | Вільна боротьба        | Чоловіки, до 65 кг               | 17 червня |
| Золото | Хетаг Газюмов         | Вільна боротьба        | Чоловіки, до 97 кг               | 17 червня |
| Золото | Айхан Тагізаде        | Тхеквондо              | Чоловіки, до 68 кг               | 17 червня |
| Золото | Мілад Бейгі           | Тхеквондо              | Чоловіки, до 80 кг               | 18 червня |
| Золото | Радик Ісаєв           | Тхеквондо              | Чоловіки, понад 80 кг            | 19 червня |
| Золото | Олег Степко           | Гімнастика             | Чоловіки, абсолютна першість     | 21 червня |
| Золото | Теймур Маммадов       | Бокс                   | Чоловіки, до 81 кг               | 25 червня |
| Золото | Ельвін Мамішзаде      | Бокс                   | Чоловіки, до 52 кг               | 26 червня |
| Золото | Лоренсо Сотомайор     | Бокс                   | Чоловіки, до 64 кг               | 26 червня |
| Золото | Ільхам Закієв         | Дзюдо (паралімпізм)    | Чоловіки, понад 90 кг            | 26 червня |
| Золото | Альберт Селімов       | Бокс                   | Чоловіки, до 60 кг               | 27 червня |
| Золото | Парвіз Багіров        | Бокс                   | Чоловіки, до 69 кг               | 27 червня |
| Золото | Абдулкадир Абдуллаєв  | Бокс                   | Чоловіки, до 91 кг               | 27 червня |
| Срібло | Рафік Гусейнов        | Греко-римська боротьба | Чоловіки, до 80 кг               | 13 червня |
| Срібло | Сабах Шаріаті         | Греко-римська боротьба | Чоловіки, до 130 кг              | 14 червня |
| Срібло | Валентин Дем'яненко   | Веслування             | Чоловіки, C-1 200 м              | 16 червня |
| Срібло | Олег Степко           | Гімнастика             | Чоловіки, паралельні бруса       | 18 червня |
| Срібло | Фаріда Азізова        | Тхеквондо              | Жінки, до 67 кг                  | 18 червня |
| Срібло | Олег Степко           | Гімнастика             | Чоловіки, кінь                   | 20 червня |
| Срібло | Марина Дурунда        | Художня гімнастика     | Стрічка                          | 21 червня |
| Срібло | Іслам Гасимов         | Самбо                  | Чоловіки, до 57 кг               | 22 червня |
| Срібло | Аміль Гасимов         | Самбо                  | Чоловіки, до 74 кг               | 22 червня |
| Срібло | Назакет Халілова      | Самбо                  | Жінки, до 52 кг                  | 22 червня |
| Срібло | Васіф Сафарбеков      | Самбо                  | Чоловіки, понад 100кг            | 22 червня |
| Срібло | Орхан Сафаров         | Дзюдо                  | Чоловіки, до 60 кг               | 25 червня |
| Срібло | Севіль Буньятова      | Фехтування             | Жінки, сабля                     | 25 червня |
| Срібло | Сабіна Абдулаєва      | Дзюдо (паралімпізм)    | Жінки, до 57 кг                  | 26 червня |
| Срібло | Хайбула Мусалов       | Бокс                   | Чоловіки, до 75 кг               | 27 червня |
| Бронза | Ніязі Алієв           | Карате                 | Чоловіки, до 67 кг               | 13 червня |
| Бронза | Ілаха Гасимова        | Карате                 | Жінки, до 55 кг                  | 13 червня |
| Бронза | Ельман Мухтаров       | Греко-римська боротьба | Чоловіки, до 59 кг               | 13 червня |
| Бронза | Ростислав Пєвцов      | Тріатлон               | Чоловіки                         | 14 червня |
| Бронза | Гасан Алієв           | Греко-римська боротьба | Чоловіки, до 66 кг               | 14 червня |
| Бронза | Петро Пахнюк          | Гімнастика             | Чоловіки, командна першість      | 15 червня |
| Бронза | Олег Степко           | Гімнастика             | Чоловіки, командна першість      | 15 червня |
| Бронза | Ельдар Сафаров        | Гімнастика             | Чоловіки, командна першість      | 15 червня |
| Бронза | Наталія Синишин       | Вільна боротьба        | Жінки, до 55 кг                  | 15 червня |
| Бронза | Патімат Абакарова     | Тхеквондо              | Жінки, до 49 кг                  | 16 червня |
| Бронза | Джабраїл Гасанов      | Вільна боротьба        | Чоловіки, до 74 кг               | 17 червня |
| Бронза | Гаджи Алієв           | Вільна боротьба        | Чоловіки, до 61 кг               | 18 червня |
| Бронза | Руслан Дібіргаджиєв   | Вільна боротьба        | Чоловіки, до 70 кг               | 18 червня |
| Бронза | Джамаладдін Магомедов | Вільна боротьба        | Чоловіки, до 125 кг              | 18 червня |
| Бронза | Олег Степко           | Гімнастика             | Чоловіки, опорний стрибок        | 21 червня |
| Бронза | Тайфур Алієв          | Бокс                   | Чоловіки, до 56 кг               | 24 червня |
| Бронза | Ілля Гришунін         | Стрибки на батуті      | Чоловіки, індивідуальна першість | 25 червня |
| Бронза | Анна Алімарданова     | Бокс                   | Жінки, до 54 кг                  | 25 червня |
| Бронза | Севіндж Буньятова     | Фехтування             | Жінки, сабля                     | 25 червня |
| Бронза | Магомедрасул Маджидов | Бокс                   | Чоловіки, понад 91 кг            | 26 червня |
| Бронза | Закір Меслімов        | Дзюдо (паралімпізм)    | Чоловіки, понад 90 кг            | 26 червня |
| Бронза | Яна Алексєєвна        | Бокс                   | Жінки, до 60 кг                  | 26 червня |